# Ортелий, Абрахам
А́брахам Орте́лий (лат. Abraham Ortelius; А́брахам О́ртелс, нидерл. Abraham Ortels; 14 апреля 1527 — 28 июня 1598) — южнонидерландский (фламандский) картограф, автор первого в истории географического атласа современного типа.

## Биография
Абрахам Ортелий родился в нидерландском городе Антверпен, его семья была родом из Аугсбурга.
В 1547 году был принят в Гильдию Святого Луки как иллюминатор (раскрасчик) карт. В 1554 году познакомился с Герардом Меркатором, оказавшим на его карьеру большое влияние и с 1564 года занимался изданием географических карт. В 1575 году Абрахам Ортелий был удостоен звания географа короля Филиппа II.

## Достижения
Ортелий первым придумал, составил и выпустил в Антверпене 20 мая 1570 года книгу нового типа — географический атлас мира. Она, в первом издании, содержала 70 карт и имела на фронтисписе название Theatrum Orbis Terrarum (Зрелище Круга Земного). В следующие годы Ортелиус переиздавал её, дополняя картам и новыми разделами «Nomenclator» и «Parergon», всего было выпущено 46 изданий на шести европейских языках. Общий тираж этих изданий, последнее из которых вышло в 1624 году, составил около 7300 экземпляров. Зрелище Круга Земного, книга форматом в лист, стала популярной и самой дорогостоящей книгой XVI века. В 1590-е годы появились атласы мира других издателей уменьшенного формата и перегравированными с уменьшением картами.
Всего, для разных изданий своего «Theatrum»-а Ортелиус подготовил 159 карт, для «Parergon»-а — ещё 47. На обороте каждой карты Ортелиус поместил текст исторического и страноведческого характера.
Ортелиус изобразил на своей карты мира 1570 года Terra Australis nondum cognita — ещё не открытую неведомую Южную землю, будущие Австралию и Антарктику. Позднее этот «континент» не раз изображали другие картографы, хотя никто из них не имел никаких сведений о его берегах, руководствовался лишь теорией и предположением о необходимости его существования, считвшими, что Земной шар из-за отсутствия уравновешивающей тяжести у Южного полюсом потеряет равновесие и опрокинется.
Две карты, относящиеся к истории картографии России, Ортелиус составил в 1570 году и выпускал их, начиная с первого, во всех изданиях своего Зрелища Круга Земного — 1) Руссию, Московию и Тартарии по карте Антония Дженкинсона 1562 года и 2) первую карту Сибири — TARTARIAE SIVE MAGNI CHAMI REGNI typus, на которой изобразил STRETTO DI ANIAN, будущий Берингов пролив.
В 1589 году Ортелиус составил первую карту Тихого океана — Maris Pacifici.
Французское издание карманного формата его труда вышло под названием «Зеркало мира, или Эпитома Зрелища Абрахама Ортелиуса» (фр. Le Miroir du Monde, ou, Epitomé du Theatre d'Abraham Ortelius; 1598).
Наряду с Герардом Меркатором он сыграл исключительную роль в развитии картографии.
Изображен на бельгийской марке 1942 года.

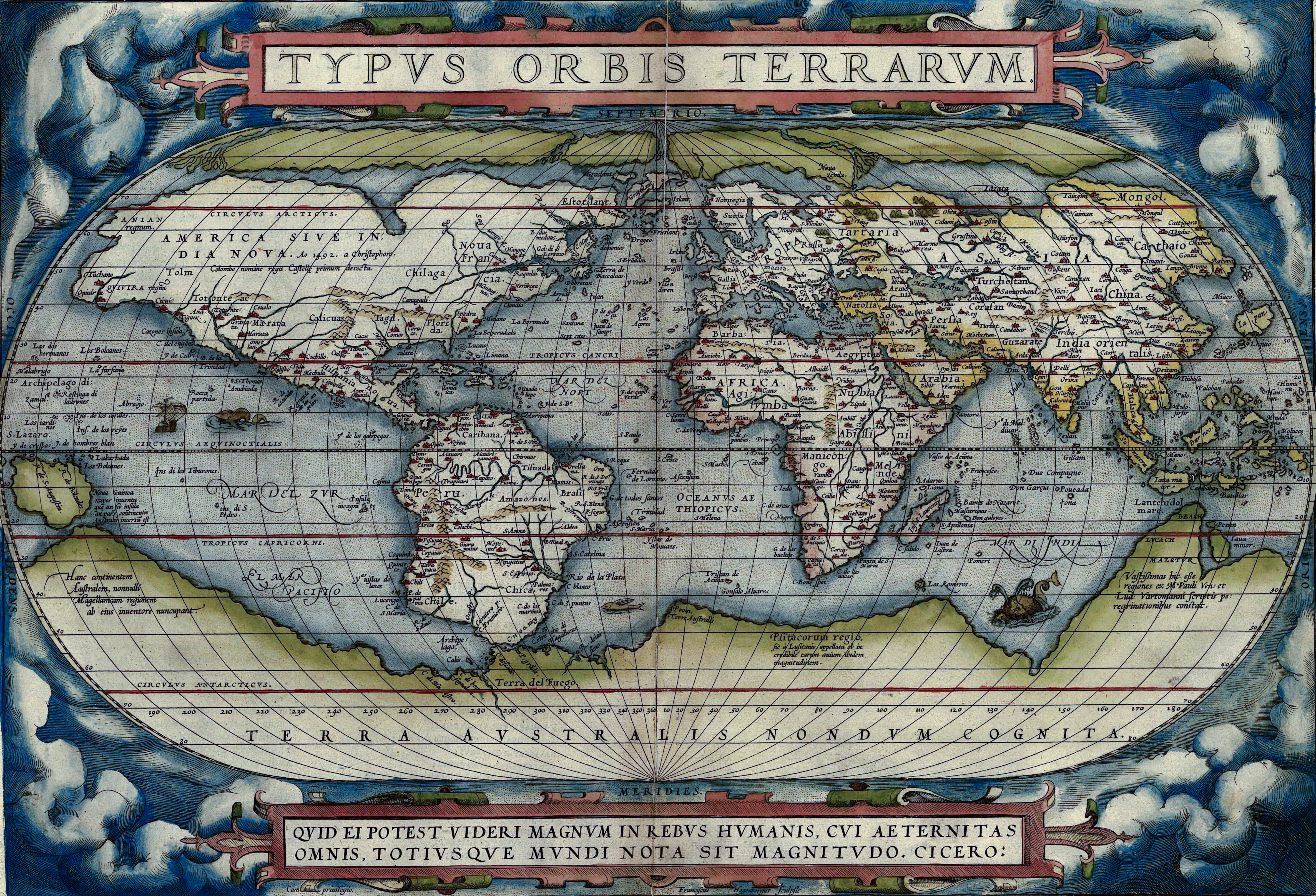
Карта мира из Зрелища Круга Земного Абрахама Ортелия. 1570.
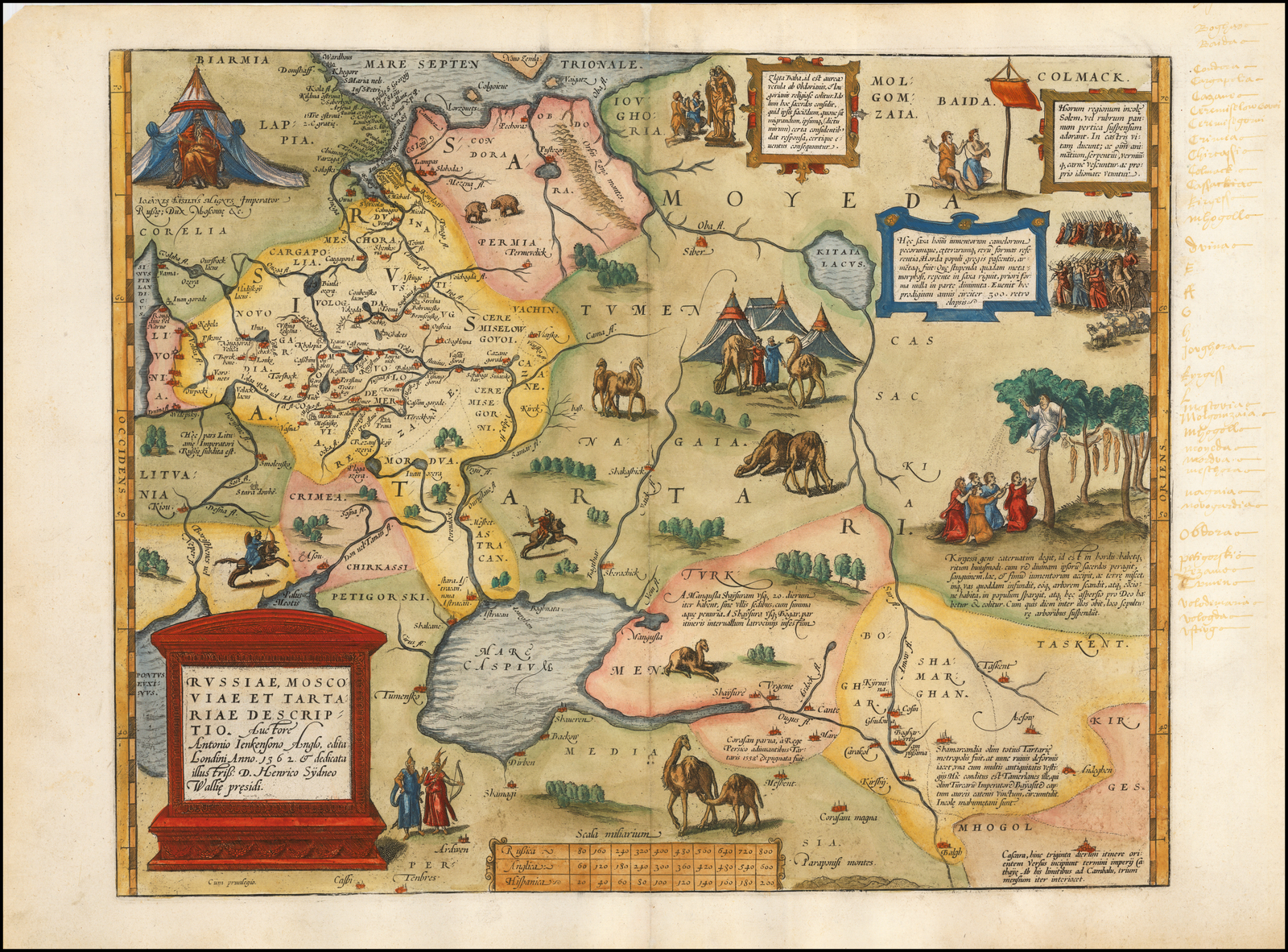
Карта Руссии, Московии и Тартарии, составленная Антонием Дженкинсоном англичанином, издана в Лондоне в год 1562. Посвящена его светлости Генриху Сиднею, Правителю Уэльса[9].